# ثالوث

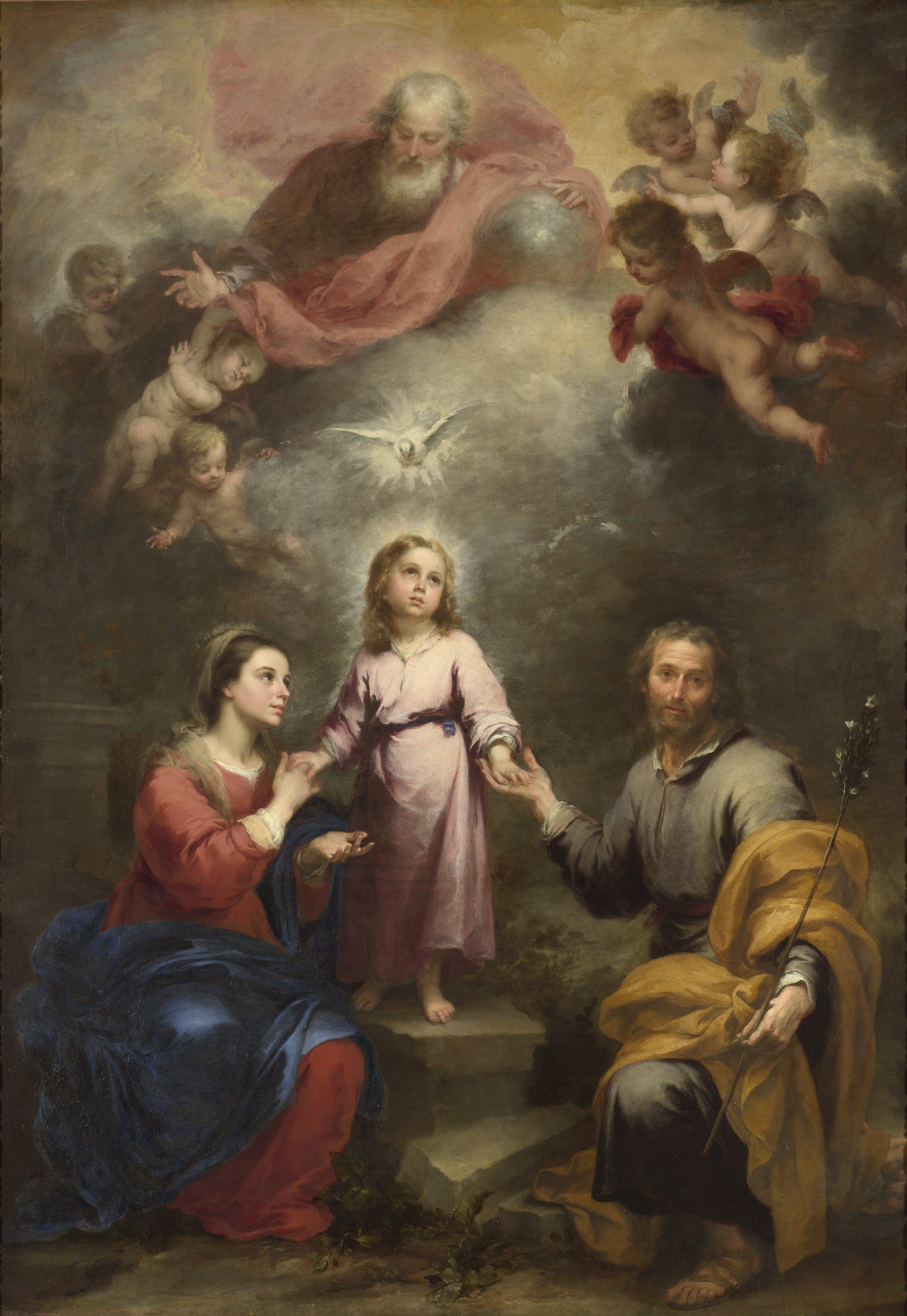
انضم "الثالوث السماوي" إلى "الثالوث الأرضي" من خلال تجسد الابن يسوع - الثالوث السماوي والأرضي بواسطة موريللو (حوالي 1677).

ترى عقيدة الثالوث في المسيحية (باللاتينية: Trinitas) من (باللاتينية: trinus) أن الله هو إله واحد لكن في ثلاثة أشخاص أو أقانيم— الآب، الابن (يسوع) الروح القدس—أي أن «الله واحد في ثلاثة أقانيم إلهية». الأقانيم الثلاثة مستقلة ولكنها «واحدة في المادة، الجوهر والطبيعة» (homoousios). في هذا السياق فإن «الطبيعة» هي ما يكونه الشخص، في حين أن «الأقنوم» هو من يكونه الشخص. والعلاقة بين الثالوث متكاملة، فبينما أرسل الآب الابن إلى العالم، تم ذلك بواسطة الروح القدس، وبينما يعتبر الروح القدس أقنومًا خاصًا يطلق عليه في الوقت نفسه روح الآب وروح يسوع.
يشار إلى وجهات النظر المختلفة عن الثالوثية باسم "اللاثالوثية". تتناقض عقيدة الثالوث مع وجهات النظر الأخرى مثل "Binitarianism" (إله واحد في شخصين أو إلهين) والموناركية (لا يوجد تعدد في الأشخاص داخل الإله)، وتنقسم الموناركية إلى "Modalistic Monarchianism" (إله واحد يظهر في ثلاثة أوضاع)، والتوحيدية (إله واحد في شخص واحد).
في حين أن عقيدة الثالوث لم يُعَبَّر عنها في الكتب التي تشكل العهد الجديد، يعتقد أن العهد الجديد يمتلك فهم «ثلاثي» لله ويحتوي على عدد من الصيغ الثالوثية. وُضِّعَت عقيدة الثالوث لأول مرة من قبل المسيحيين الأوائل وآباء الكنيسة في محاولة لفهم العلاقة بين يسوع والله في الوثائق الدينية والتقاليد السابقة.

## في المسيحية

### عقيدة الثالوث

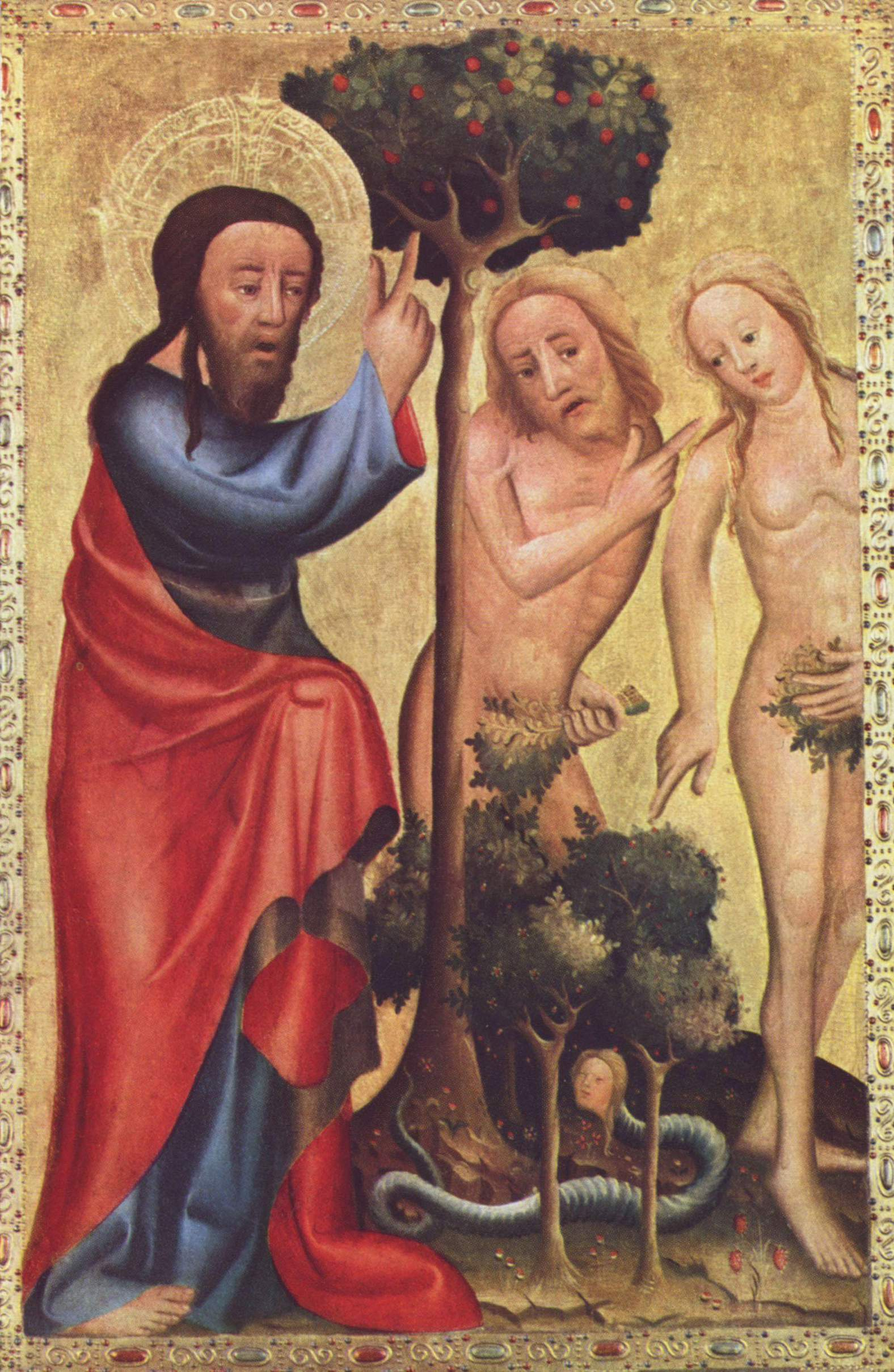
رغم أن سفر التكوين 3 يذكر الآب من طَرَّد آدم وحواء من الجنة، لم تجد الكنيسة أية ’هرطقة‘ في رسم الآب بشخص الابن، إذ إن ”الآب والابن واحد“

تؤمن المسيحية بإله واحد كما صرّح الكتاب في مواضع عدّة منها: «اسمع يا إسرائيل، الرّب إلهنا ربّ واحد، فأحبّ الرب إلهك، بكل قلبك، وبكل نفسك، وبكل فكرك، وبكل قوتك، هذه هي الوصية الأولى»؛مر 12:30] وهو في آن: واحد وثالوث، واحد من حيث الجوهر والطبيعة، الإرادة والمشيئة، القدرة والفعل، وثالوث من حيث إعلانه عن نفسه ومن حيث أعماله: فقد خلق العالم بكلمته، وكلمته هي في ذاته نفسها؛ وهو حي، وروحه في ذاته نفسها؛ وتدعى أطراف الثالوث الإلهي «أقانيم»؛ ويعدّ سر الثالوث من أسرار الله الفائقة، ويستدلّ عليها من مواضع شتّى في الكتاب؛لو 1:35] وقد رفض هذا السر عبر التاريخ جماعات قليلة تدعى لاثالوثية.
يعتقد المسيحيون أنه لا يمكن قبول أحد الأقانيم منفردًا بل يجب التسليم بها جميعًا، ويقول القديس غريغوريوس النياسي فيما يخص الثالوث:
| ثالوث | إن الأقانيم الثلاثة الإلهية: الآب والابن والروح القدس، لا يمكن فصلها عن بعضها البعض، كما لا يمكن فهمها عن بعضها البعض، كذلك لا يمكن استيعابها كحقائق بشرية، بل هي الطريقة التي عبّر فيها الله عن طبيعته التي لا يمكن تسميتها ولا التحدث عنها، ويتكيف مفهومنا عنها وفقًا لمحدودية عقولنا البشرية. إن لفظة ”أقنوم“ المشتقة من اللغة الآرامية لا يوجد ما يقابها في لغاتنا اليوم، وهي تشير إلى وحدة الكيان، فالنفس أقنوم والجسد أقنوم، وهما يتحدان سوية لتكوين الإنسان فهل الإنسان اثنان؟(8) واستنادًا إلى ذلك لم يقل المسيح في خاتمة إنجيل متى عمدوهم بأسماء الآب والأبن والروح القدس بل باسم الآب والابن والروح القدس. | ثالوث |

لا يرد مصطلح الثالوث مطلقًا في الكتاب المقدس، وأول مرة استعمل بها كانت في مجمع نيقية، لكن الثالوث مجتمعًا يظهر عدة مرات في الأناجيل، في متى 4/ 16-17 أول ظهور للثالوث مجتمعًا خلال عماد يسوع، وقبيل صعوده إلى السماء وفق المعتقدات المسيحية دعا يسوع تلاميذه صراحة لتعليم الأمم وتعميدهم باسم الثالوث مجتمعًا، وقد اشتهر في الكنسية حتى اليوم السلام البولسي، والذي ختمت فيه رسالة بولس الرسول الثانية إلى أهل كورنثوس ويذكر فيه الثالوث مجتمعًا أيضًا، إضافة إلى مواقع أخرى عديدة يرجع بعضها إلى العهد القديم.

#### الآب

ترس الإيمان، أحد الشعارات المسيحية المستخدمة في شرح عقيدة الثالوث.

إن الآب هو الصورة التقليدية للرب، فما من أحد قد رآه، لكونه روح، يقطن في السماوات، ولا يمكن الاقتراب منه، إضافة إلى أنه غير قابل للفساد، ودائم العمل وموجود في كل مكان، وهو عليم بكل شيء، له القدرة والقوة والمجد، العمل بإرادته هامة لوراثة الملكوت.
وبشكل عام لا يوجد صلاحيات محددة للآب وأخرى للابن أو الروح القدس، فعلى سبيل المثال، الآب يغفر الخطايا، وكذلك الابن وهذا ما يؤكده إنجيل يوحنا بأن الآب والابن واحد، وفكل ما للآب فهو للابن والعكس صحيح أيضًا، ذلك لأن الآب في الابن والابن في الآب.

#### الابن: ألوهة يسوع المسيح
| هو ضياء مجد الله، وصورة جوهره، حافظ الكون بكلمته القديرة. |
| —الرسالة إلى العبرانيين 3/1                               |

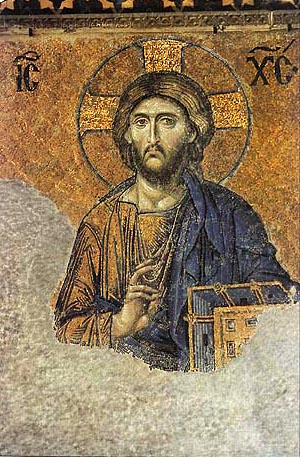
جدارية تظهر يسوع المسيح وقد كتب فوق عن اليمين واليسار بحروف الأبجدية اليونانية ”أنا هو“ المصطلح التقليدي للإشارة إلى الله في الديانة اليهودية.

تسبغ الأناجيل ومعها العقائد ومختلف الكنائس المسيحية التي تعترف بألوهة يسوع، ألقابًا عديدة عليه، بعضها بشري، فهو السيد، المعلم، الطبيب، العظيم، الحمل، الأسد أصل داوود، الألف والياء.
وعددًا من الألقاب الأخرى التي تثبت كونه المسيح المنتظر الذي تحدث عنه العهد القديم (انظر الحاشية)(2) فهو كاهن أعظم، نبي، وملك ملوك الأرض. الطائفة الثالثة من ألقابه هي التي تشير لألوهته، فهو عمانوئيل أي الله معنا، ابن الله الحبيب، والله القدوس، واهب الحياة، حي إلى الأبد، وذلك لأنه سحق الموت بالموت وأنار الحياة والخلود، أي أنه رب الجميع، يعتقد المسيحيون أيضًا أنه مولود غير مخلوق استنادًا إلى إنجيل يوحنا 1/1.
| هو الكائن في صورة الله، لم يعتبر، مساواته لله خلسة أو غنيمة يتمسك بها بل أخلى ذاته متخذًا صورة عبد صائرًا شبيهًا للبشر. |
| —الرسالة إلى فيلمون 6/2                                                                                              |

تبين الأناجيل والعقائد المسيحية أيضًا دوره كإله: فهو أولاً الذي به تكوّن العالم بأسره، ويعمل كما يعمل الآب، وهو الذي قام بالكشف عنه، ومن رآه قد رأى الذي أرسله، أيضًا فهو بذل نفسه على الصليب ليحرر البشرية من الخطيئة، وبالتالي فهو آدم الجديد: فكما يموت الجميع في آدم كذلك يحيا الجميع به، وقد أعطيت له سلطة القضاء في اليوم الأخير، وهذا نابع من كون سلطته على جميع البشر، لذلك فإن البشرية ستقف كلها أمام عرشه في يوم القيامة؛ يقدم القديس بولس في الرسالة إلى كولوسي تعريفًا للابن:
| ثالوث | هو صورة الله الذي لا يرى، والبكر على كل ما قد خلق، إذ به خلقت جميع الأشياء، وما في السماوات وما على الأرض، وما يرى وما لايرى، أعروشًا كان أم سيادات أم رئاسات أم سلطات، كل ما في الكون قد خلق به ولأجله، هو الكائن قبل كل شيء وبه يدوم كل شيء، وهو رأس الجسد أي الكنيسة، وهو بداءة القائمين من بين الأموات، ليكون له المقام الأول في كل شيء. فإنه به قد سُرّ الله أن يحلّ بكل ملئه، وأن يصالح كل شيء مع نفسه إذ أحل السلام بدمه على الصليب. | ثالوث |

#### الروح القدس

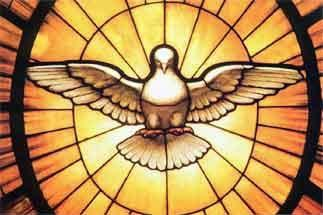
الروح القدس، كما هو مرسوم في كاتدرائية القديس بطرس في الفاتيكان.

الروح القدس حسب اعتقاد المسيحيي الأقنوم الثالث من الأقانيم الإلهية، يمكن الاستدلال على ألوهيته في أعمال الرسل 5/ 3-5 حيث يدعى صراحة روح الله، وفي الرسالة الأولى إلى أهل كورنثس حين يذكر أن الروح يتقصى كل شيء حتى أعماق الله؛ يؤمن المسيحيون أيضًا أن الروح هو الطريقة التي حبلت بها مريم العذراء بيسوع، وبه قدّم وصاياه وتعاليمه، وهو من أقامه من الموت، المعمودية تدعى معمودية الروح القدس، وكذلك فإن المسيحي إن لم يكن تحت سلطته فهو ليس بمسيحيًا، ويعتقد المسيحيون أيضًا أن الروح يعلم كل شيء، ولا يغفر لمن يجدف عليه، وهو قوّة الأعالي؛ ويسبغ العهد الجديد عليه عددًا من الأسماء والألقاب: فهو روح الحق، والمؤيد أو المعزي، ومجد الآب؛ إضافة لكونه فاحص كل شيء، ومن يلهم الكنيسة ويقويها في العالم، ومن يضع قرارتها، فضلاً عن كونه من يختار العاملين في المجال الكنسي؛ ويؤمن المسيحيون أيضًا أن الروح يمتلك مواهبًا يوزعها على المؤمنين به.
غالبًا ما يرمز إلى الروح القدس بشكل ألسنة من نار أو طائر الحمام، ذلك لأنه قد ذكر في إنجيل لوقا 22/3 أن الروح قد اتخذ هيئة شبه حمامة.
خلال القرن الحادي عشر دار الخلاف بين بطريركية القسطنطينية والكنيسة الكاثوليكية حول أصل انبثاق الروح القدس؛ فبينما وجدت كنيسة القسطنطينية أن الروح القدس منبثق من الآب وحده استنادًا إلى إنجيل يوحنا 26/15ٍ حيث يذكر صراحة أن الآب هو من يرسل الروح القدس، وجدت الكنيسة الكاثوليكية أن الروح ينبثق من الآب والابن معًا استنادًا إلى الفصل السادس عشر في إنجيل يوحنا:

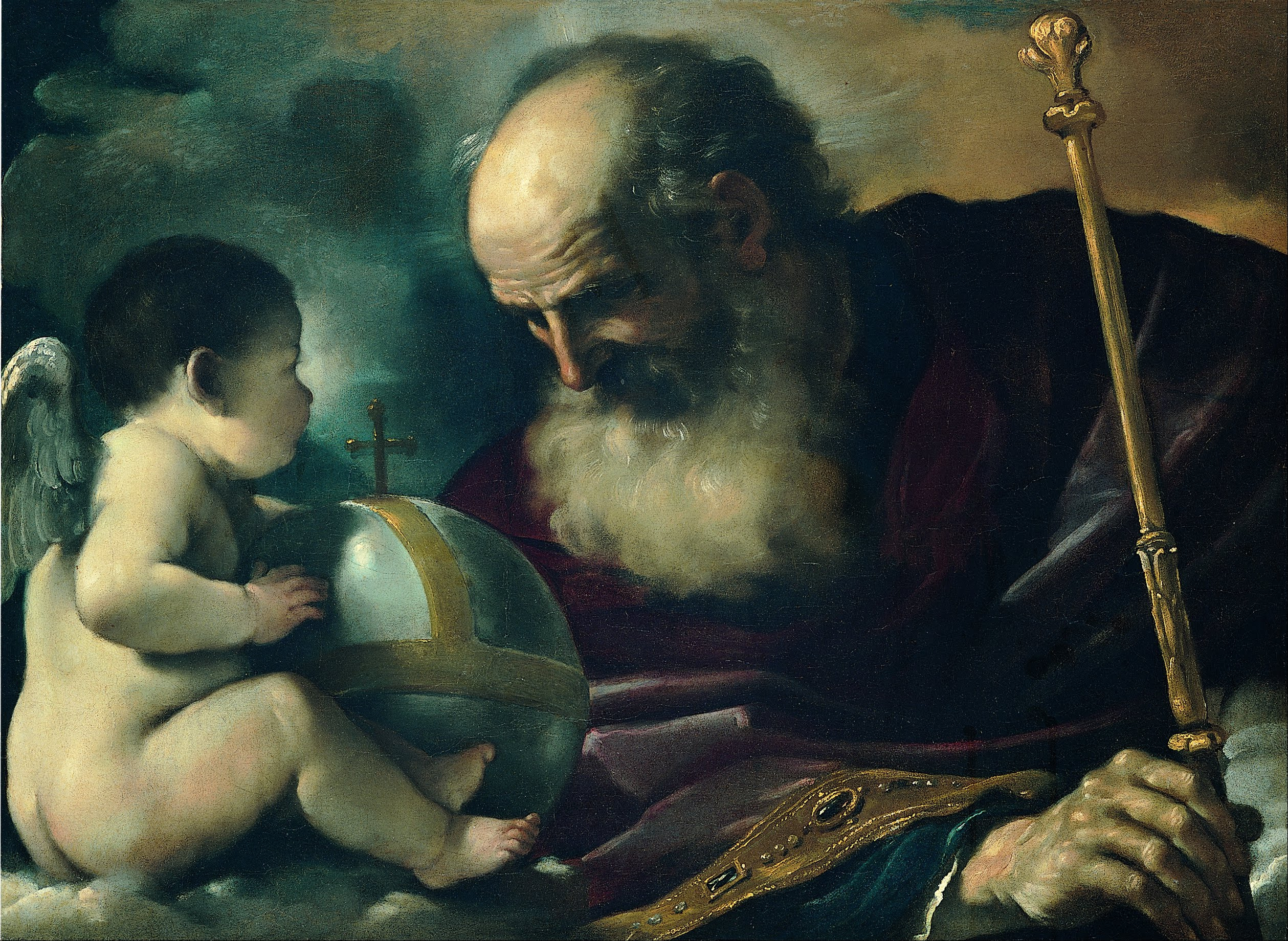
الله الآب وأحد الملائكة - بقلم غورتشينو.

| ثالوث                    | هو (أي الروح القدس) سيمجدني (يمجد المسيح) لأن كل ما سيحدثكم به صادر عني؛ كل ما هو للآب هو لي، ولذلك قلت لكم أن ما سيحدثكم به صادر عني. بعد قليل لا تروني وبعد ذلك بقليل ترونني. | ثالوث |
| — إنجيل يوحنا، 16/ 14-16 | |       |

### لاثالوثية مسيحية
منذ القرون الأولى ظهر عدد من المذاهب المسيحية التي ترفض التثليث، أشهرها الآريوسية التي ظهرت سنة 315 وأدينت في مجمع نيقية سنة 325؛ آمن الأريوسيون أن الابن إله لكنه أدنى من الآب وكذلك الروح القدس، أي أن كلاهما قد خلقا من العدم بإرادة الآب؛ مع اندثار الآريوسية لم يكن هناك أي حركة تعلن اللاثالوثية حتى منتصف القرن السادس عشر خلال عصر الإصلاح حين ظهرت حركة التوحيدية في بولندا وترانسيلفانيا في أوروبا الوسطى من خلال تعاليم سرفيتوس وفاويستوس سوسينوس. لكن النقاش قد فتح مجددًا في الولايات المتحدة الأمريكية عام 1872 مع تأسيس كنيسة الرسليين ومن ثم عام 1931 حين انشق عنهم شهود يهوه التي تعتبر أقوى هذه الطوائف اليوم؛ وفي وقت لاحق من القرن العشرين نشأت طوائف جديدة ذات الإيمان نفسه، كجمعية أصدقاء الإنسان والكنيسة الكويكرية وغيرها.
تجمع هذه الطوائف على تكريم يسوع وإغداق الكثير من الصفات الحميدة عليه، بيد أنه في تعليمهم كائن روحي قريب من الله ولكنه ليس هو، وأيضًا قيامته كانت بشكل روحي أي غير جسدية، كما يرفضون الدور المنسوب له في الخلاص لدى سائر المسيحيين، إلى جانب إنكار أغلب هذه الطوائف وجود القيامة من القبر أو وجود جهنم.
تفسر الطوائف اللاثالوثية الآيات الواردة في الكتاب المقدس والتي يعتمد عليها المسيحيون في برهنة ألوهة المسيح أو قيامته من بين الأموات بشكل رمزي مجازي، وفي الوقت ذاته يعتمد اللاثالوثيون على عدة آيات للبرهان من الكتاب المقدس أن المسيح ليس إلهًا، كصلاته إلى الآب قبيل آلامه، وكونه لا يعلم موعد يوم القيامة، (انظر الحاشية)(9)، إضافة إلى الرسالة الأولى إلى كورنثس 15/ 27-28 حيث يذكر صراحة خضوع الابن للآب في اليوم الأخير، في حين يرى التفسير الكاثوليكي في هذا الخضوع، خضوع جسد يسوع وانتفاءه لتمام الرسالة التي اتخذ جسدًا من أجلها.

## نظرة الديانات الأخرى

### حكم الثالوث عند المسلمين
ينص القرآن على حرمة عقيدة التثليث بقوله:
- ﴿يَا أَهْلَ الْكِتَابِ لَا تَغْلُوا فِي دِينِكُمْ وَلَا تَقُولُوا عَلَى اللَّهِ إِلَّا الْحَقَّ إِنَّمَا الْمَسِيحُ عِيسَى ابْنُ مَرْيَمَ رَسُولُ اللَّهِ وَكَلِمَتُهُ أَلْقَاهَا إِلَى مَرْيَمَ وَرُوحٌ مِنْهُ فَآمِنُوا بِاللَّهِ وَرُسُلِهِ وَلَا تَقُولُوا ثَلَاثَةٌ انْتَهُوا خَيْرًا لَكُمْ إِنَّمَا اللَّهُ إِلَهٌ وَاحِدٌ سُبْحَانَهُ أَنْ يَكُونَ لَهُ وَلَدٌ لَهُ مَا فِي السَّمَاوَاتِ وَمَا فِي الْأَرْضِ وَكَفَى بِاللَّهِ وَكِيلًا ۝١٧١﴾ [النساء:171]
- ﴿قُلْ هُوَ اللَّهُ أَحَدٌ ۝١ اللَّهُ الصَّمَدُ ۝٢ لَمْ يَلِدْ وَلَمْ يُولَدْ ۝٣ وَلَمْ يَكُنْ لَهُ كُفُوًا أَحَدٌ ۝٤﴾ [الإخلاص:1–4]
- ﴿لَقَدْ كَفَرَ الَّذِينَ قَالُوا إِنَّ اللَّهَ ثَالِثُ ثَلَاثَةٍ وَمَا مِنْ إِلَهٍ إِلَّا إِلَهٌ وَاحِدٌ وَإِنْ لَمْ يَنْتَهُوا عَمَّا يَقُولُونَ لَيَمَسَّنَّ الَّذِينَ كَفَرُوا مِنْهُمْ عَذَابٌ أَلِيمٌ ۝٧٣﴾
- ﴿لَقَدْ كَفَرَ الَّذِينَ قَالُوا إِنَّ اللَّهَ هُوَ الْمَسِيحُ ابْنُ مَرْيَمَ وَقَالَ الْمَسِيحُ يَا بَنِي إِسْرَائِيلَ اعْبُدُوا اللَّهَ رَبِّي وَرَبَّكُمْ إِنَّهُ مَنْ يُشْرِكْ بِاللَّهِ فَقَدْ حَرَّمَ اللَّهُ عَلَيْهِ الْجَنَّةَ وَمَأْوَاهُ النَّارُ وَمَا لِلظَّالِمِينَ مِنْ أَنْصَارٍ ۝٧٢﴾ [المائدة:72]